# Atletica leggera ai Giochi della XIX Olimpiade - Marcia 20 km

Video della gara (film ufficiale dei Giochi)

Video della gara

La prova di marcia 20 km ha fatto parte del programma maschile di atletica leggera ai Giochi della XIX Olimpiade. La competizione si è svolta il 14 ottobre 1968 a Città del Messico, con arrivo nello Stadio olimpico.

## Ordine d'arrivo
Golubničij bissa il successo di Roma 1960 otto anni dopo.

L'argento di José Pedraza è l'unica medaglia ottenuta dal Messico nell'atletica in questa edizione dei Giochi.
| Pos.    | Atleta                | Età | Nazione          | Tempo     |
| ------- | --------------------- | --- | ---------------- | --------- |
| Oro     | Vladimir Golubničij   |     | Unione Sovietica | 1h33'58"4 |
| Argento | José Pedraza          |     | Messico          | 1h34'00"0 |
| Bronzo  | Nikolaj Smaga         |     | Unione Sovietica | 1h34'03"4 |
| 4       | Rudy Haluza           |     | Stati Uniti      | 1h35'00"2 |
| 5       | Gerhard Sperling      |     | Germania Est     | 1h35'27"2 |
| 6       | Otto Barch            |     | Unione Sovietica | 1h36'16"8 |
| 7       | Hans-Georg Reimann    |     | Germania Est     | 1h36'31"4 |
| 8       | Stefan Ingvarsson     |     | Svezia           | 1h36'43"4 |
| 9       | Leonida Caraiosifoglu |     | Romania          | 1h37'07"6 |
| 10      | Peter Frenkel         |     | Germania Est     | 1h37'20"8 |
| 11      | Arthur Jones          |     | Gran Bretagna    | 1h37'32"0 |
| 12      | Pasquale Busca        |     | Italia           | 1h37'32"0 |
| 13      | José Oliveros         |     | Messico          | 1h38'17   |
| 14      | Antal Kiss            |     | Ungheria         | 1h38'24   |
| 15      | Stig Lindberg         |     | Svezia           | 1h40'03   |
| 16      | Frank Clark           |     | Australia        | 1h40'06   |
| 17      | Thomas Robert Dooley  |     | Stati Uniti      | 1h40'08   |
| 18      | Karl-Heinz Merschenz  |     | Canada           | 1h40'11   |
| 19      | Charel Sowa           |     | Lussemburgo      | 1h40'17   |
| 20      | Eladio Campos         |     | Messico          | 1h41'52   |
| 21      | Örjan Andersson       |     | Svezia           | 1h41'58   |
| 22      | John Albert Webb      |     | Gran Bretagna    | 1h42'51   |
| 23      | René Pfister          |     | Svizzera         | 1h43'36   |
| 24      | Bob Hughes            |     | Gran Bretagna    | 1h43'50   |
| 25      | Ron Laird             |     | Stati Uniti      | 1h44'38   |
| 26      | Mieczysław Rutyna     |     | Polonia          | 1h47'29   |
| 27      | Euclides Calzado      |     | Cuba             | 1h49'27   |
| 28      | Julio Ortíz           |     | Guatemala        | 1h54'48   |
| 29      | Roberto Castellanos   |     | El Salvador      | 1h58'48   |
| -       | Julius Müller         |     | Germania Ovest   | Squal.    |
| -       | José Esteban Valle    |     | Nicaragua        | Rit.      |
| -       | Carlos Vanegas        |     | Nicaragua        | Rit.      |
| -       | Felix Cappella        |     | Canada           | Rit.      |
| -       | Kazuo Saitō           |     | Giappone         | Rit.      |